# Лора Лейтон
Лора Лейтон (англ. Laura Leighton, нар.. 24 липня 1968, Айова-Сіті, Айова, США) — американська акторка, номінантка на премію «Золотий глобус» в 1995 році. Лейтон найбільш відома за своєю роллю Сідні Ендрюс у телесеріалі «Мелроуз Плейс», де вона знімалася в 1993—1997 роках, і його спін-оффі 2009 року. Також вона відома по ролі Ешлі Марін у серіалі «Милі ошуканки», де знімалася з 2010 по 2017 роки.

## Кар'єра
Лора Лейтон найбільш відома завдяки своїй ролі Сідні Ендрюс у прайм-тайм мильній опері «Район Мелроуз». Вона отримала цю роль в 1993 році, працюючи до цього офіціанткою в Лос-Анджелесі. Спочатку вона мала з'явитися лише в двох епізодах, але через свій успіх Лейтон була незабаром підвищена до регулярного складу, а її персонаж став у підсумку одним з найпопулярніших лиходіїв дев'ятиріччя.
У 1995 році Лора Лейтон номінувалася на премію «Золотий глобус» за свою роботу в серіалі. У той же період вона стала частим героєм таблоїдів через роман з Грантом Шоу, колегою по серіалу. У 1994 році вона з'явилася на обкладинці журналу Entertainment Weekly, а раніше з Гізер Локлір і Джозі Біссет у Rolling Stone. У 1995 році Лейтон була названа одним з п'ятдесяти найкрасивіших людей світу за версією журналу People. У перервах між зйомками в серіалі, Лейтон пробувала себе в інших ролях. Вона зіграла головні ролі в таких телефільмах як «Інша жінка» та «В ім'я кохання». У 1995 році, на піку слави, Лейтон виступила в комедійному шоу Saturday Night Live.
У 1997 році Лейтон покинула «Район Мелроуз» і в наступному році Аарон Спеллінг запросив її до «Беверлі-Гіллз, 90210», спеціально написавши під актрису роль. Вона одержувала шестизначну зарплату за кожен з епізодів. У 1999 році вона спробувала свої сили на великому екрані, знявшись у кількох незалежних фільмах, але вони не мали успіху. Лора Лейтон повернулася на телебачення, де продовжувала грати різноманітні ролі.
У двотисячних, Лейтон зіграла головні ролі в декількох телефільмах, головним чином, для каналу Lifetime. Вона знялася в серіалах «Шкіра» і «Погляди», що проіснували недовго. Також була гостем у «Юристи Бостона», «Закон і порядок: Спеціальний корпус», «C.S.I.: Місце злочину Маямі» та «Акула». У 2009 році вона повернулася до своєї ролі Сідні Ендрюс у відродженому «Районі Мелроуз». Вона була запрошена на роль матері однієї з головних героїнь в серіал «Милі ошуканки», який стартував у 2010 році.

## Особисте життя
У 1998 році Лора Лейтон вийшла заміж за свого колегу по серіалу «Район Мелроуз», Дуга Саванта. У них двоє дітей: Джек (2000) і Люсі (2005). Також У неї двоє дітей від попереднього шлюбу.

## Фільмографія

### Телебачення
| Рік       | Назва українською                   | Назва англійською                      | Роль               | Примітки                             |
| --------- | ----------------------------------- | -------------------------------------- | ------------------ | ------------------------------------ |
| 1993      | Жертва любові: Історія Шеннон Мор   | Victim of Love: The Shannon Mohr Story | Тур-агент          | Телефільм                            |
| 1995      | Інша жінка                          | The Other Woman                        | Керолін            | Телефільм                            |
| 1995      | В ім'я любові: Техаська трагедія    | In the Name of Love: Texas A Tragedy   | Лоретта Вайлдером  | Телефільм                            |
| 1993-1997 | Район Мелроуз                       | Melrose Place                          | Сідні Ендрюс       | Регулярна роль, 126 епізодів         |
| 1998      | Купідон                             | Cupid                                  | Крісті Холбрук     | 1 епізод                             |
| 1998      | Район Беверлі-Гіллз                 | Beverly Hills, 90210                   | Софі Бернс         | 6 епізодів                           |
| 1998      | Жорстокий місто: Різдвяний вбивця   | Naked City: A Killer Christmas         | Джеррі Міллар      | Телефільм                            |
| 2000      | За межею можливого                  | The Outer Limits                       | Енн Марі Рейнольдс | 1 епізод                             |
| 2000      | Ранковий випуск                     | Early Edition                          | Джинджер           | 1 епізод                             |
| 2002      | Ми ще зустрінемося                  | We'll Meet Again                       | Френ Сілмен        | Телефільм                            |
| 2003      | Шкіра                               | Skin                                   | Синтія Петерсон    | Регулярна роль, 8 епізодів           |
| 2004      | Поклик Тру                          | Tru Calling                            | Джордан Девіс      | 1 епізод                             |
| 2004      | Щосили                              | A Deadly Encounter                     | Джоанн Сандерс     | Телефільм                            |
| 2005      | Погляди                             | Eyes                                   | Леслі Таун         | Регулярна роль, 12 епізодів          |
| 2006      | C.S.I.: Місце злочину Маямі         | CSI: Miami                             | Алісса Принц       | 1 епізод                             |
| 2006      | Юристи Бостона                      | Boston Legal                           | Еріка Доленц       | 2 епізоди                            |
| 2007      | Акула                               | Shark                                  | Анджела Корбін     | 1 епізод                             |
| 2007      | Закон і порядок: Спеціальний корпус | Law & Order: Special Victims Unit      | Ліліан Райс        | 1 епізод                             |
| 2007      | Ноти любові                         | Love Notes                             | Нора Фланнері      | Телефільм                            |
| 2008      | Дочка Деніела                       | Daniel's Daughter                      | Кейт Мадіджін      | Телефільм                            |
| 2009      | Діряві огорожі                      | Mending Fences                         | Келлі Фарадей      | Телефільм                            |
| 2009-2010 | Район Мелроуз                       | Melrose Place                          | Сідні Ендрюс       | 7 епізодів                           |
| 2010-2017 | Милі ошуканки                       | Pretty Little Liars                    | Ешлі Марін         | Регулярна роль, 92 епізоди           |
| 2018      | Реанімація                          | Code Black                             | Соня Фінн          | епізод: «Change of Heart»            |
| 2018      | Різдво на опеньках жимолості        | Christmas on Honeysuckle Lane          | Енді               | Телефільм                            |
| 2020      |                                     | L.A.'s Finest'                         | Карен Скотт        | епізод: «For Life»                   |
| 2021      | Династія                            | Dynasty                                | Корін Саймон       | епізод: «Equal Justice for the Rich» |
| 2021      | Острів фантазій                     | Fantasy Island                         | Нетті              |                                      |

### Фільми
| Рік  | Назва українською | Назва англійською  | Роль            | Примітки        |
| ---- | ----------------- | ------------------ | --------------- | --------------- |
| 1999 | Ангели, дитинко!  | Angels, Baby!      | Джессіка        |                 |
| 1999 | Чисті гроші       | Clean and Narrow   | Марі            |                 |
| 1999 | Сім подружок      | Seven Girlfriends  | Анабет          |                 |
| 2001 | Небо під ногами   | The Sky Is Falling | Ембер Чи        |                 |
| 2008 | Закопані          | The Burrowers      | Гертруда Спаркс | Direct-to-video |

## Нагороди
| Рік  | Нагорода       | Категорія                                                              | Номінація за фільм | Результат |
| ---- | -------------- | ---------------------------------------------------------------------- | ------------------ | --------- |
| 1995 | Золотий глобус | Найкраща жіноча роль другого плану серіалу, мінісеріалу або телефільму | Район Мелроуз      | Номінація |